# Legrand W. Perce

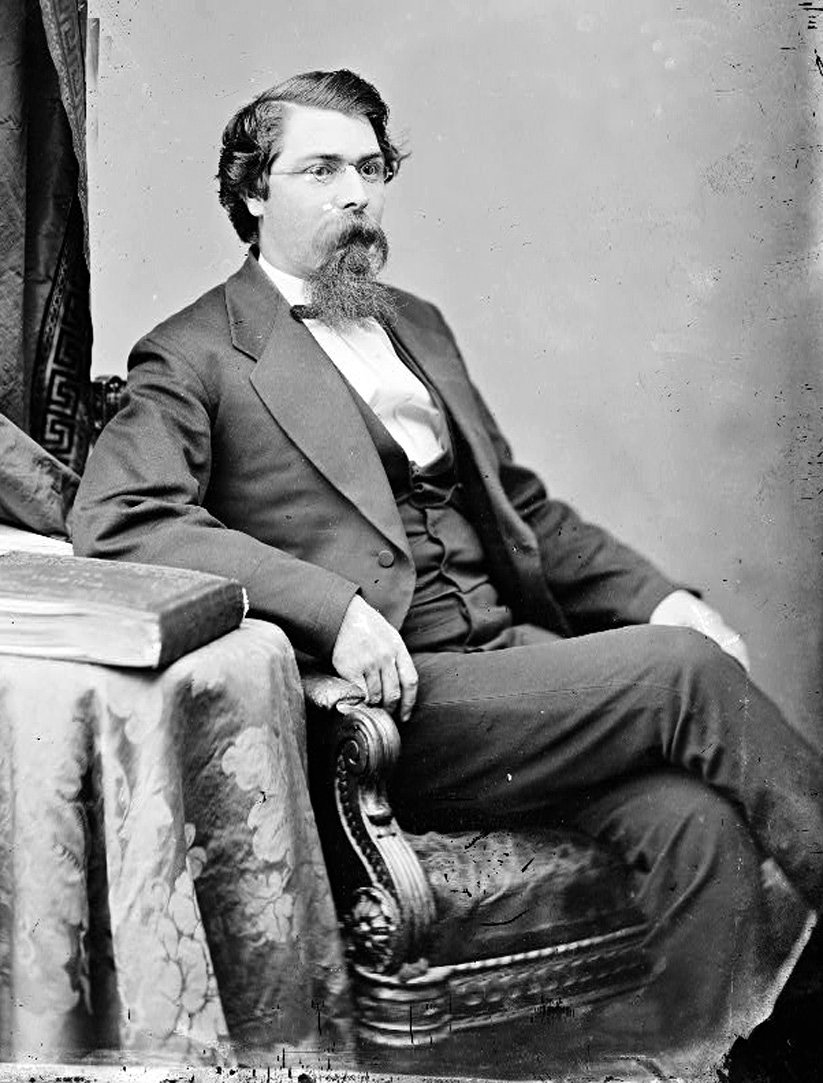
Legrand W. Perce

Legrand Winfield Perce  (* 19. Juni 1836 in Buffalo, New York; † 16. März 1911 in Chicago, Illinois) war ein US-amerikanischer Politiker. Zwischen 1870 und 1873 vertrat er den fünften Wahlbezirk des Bundesstaates Mississippi im US-Repräsentantenhaus.

## Werdegang
Nach der Grundschule besuchte Legrand Perce das Wesleyan College in Lima (New York) und danach bis 1857 die Albany Law School, an der er bis 1857 Jura studierte. Nach seiner im gleichen Jahr erfolgten Zulassung als Rechtsanwalt begann er in Buffalo in seinem neuen Beruf zu arbeiten. Während des Bürgerkrieges stieg Perce in den Reihen der Unionsarmee bis zum Brevet-Colonel auf.
Nach dem Krieg ließ sich Perce in Natchez in Mississippi nieder. 1867 wurde er staatlicher Konkursverwalter in seiner neuen Heimat. Politisch war er Mitglied der Republikanischen Partei. Nach der Wiederaufnahme des Staates Mississippi in die Union wurde er in das US-Repräsentantenhaus in Washington gewählt. Dort nahm er am 23. Februar 1870 den am 12. Januar 1861 von John Jones McRae aufgegebenen Sitz für Mississippi wieder ein. Nachdem er die regulären Kongresswahlen des Jahres 1870 in seinem Wahlkreis gewonnen hatte, konnte er bis zum 3. März 1873 im Kongress verbleiben. Dort war er Vorsitzender des Ausschusses für Bildung und Arbeit.
Im Jahr 1873 verzichtete Legrand Perce auf eine weitere Kandidatur. Er zog sich aus der Politik zurück und arbeitete wieder als Anwalt. Außerdem wurde er in Chicago, wohin er gezogen war, auf dem Immobilienmarkt tätig. Dort ist er 1911 auch verstorben.